# LG Brandenkopf
Die LG Brandenkopf ist eine 2003 gegründete Laufgemeinschaft der Vereine Turnverein Unterharmersbach, Turnverein Ohlsbach  und Turn- und Sportverein Gutach. Benannt ist die LG nach dem Brandenkopf, einer der höchsten Berge des Mittleren Schwarzwaldes.
Hauptzweck ist die Leichtathletik als Leistungssport in der Region Kinzigtal und Harmersbachtal zu fördern.

## Erfolge (Auswahl)
- 2008 Deutsche Berglauf-Meisterschaften, Bronzemedaille Mannschaft Männer; Ulrich Benz, Marco Utz, Joachim Benz
- 2010 Deutsche Berglauf-Meisterschaften, Bronzemedaille Mannschaft Männer; Ulrich Benz, Christian Mai, Joachim Benz
- 2012 Deutsche Berglauf-Meisterschaften, Bronzemedaille Mannschaft Männer; Timo Zeiler, Ulrich Benz, Joachim Benz
- 2014 Deutsche Berglauf-Meisterschaften, Silbermedaille Mannschaft Männer; Timo Zeiler, Ulrich Benz, David Mild
- 2015 Deutsche Berglauf-Meisterschaften, Goldmedaille Mannschaft Männer; Timo Zeiler, Ulrich Benz, Joachim Benz[3]
- 2016 Deutsche Berglauf-Meisterschaften, Bronzemedaille Mannschaft Männer; Timo Zeiler, David Mild, Bruno Schumi[4]
- 2016 Deutsche Berglauf-Meisterschaften, Silbermedaille Mannschaft Frauen; Nadia Dietz, Anja Carlson, Ann-Cathrin Uhl
- 2017 Deutsche Berglauf-Meisterschaften, Bronzemedaille Mannschaft Männer; Timo Zeiler, Bruno Schumi, Ulrich Benz[5]
- 2018 Deutsche Berglauf-Meisterschaften, Goldmedaille Mannschaft Frauen; Anja Carlsohn, Franziska Schmieder, Ann-Cathrin Uhl